# Kvasar

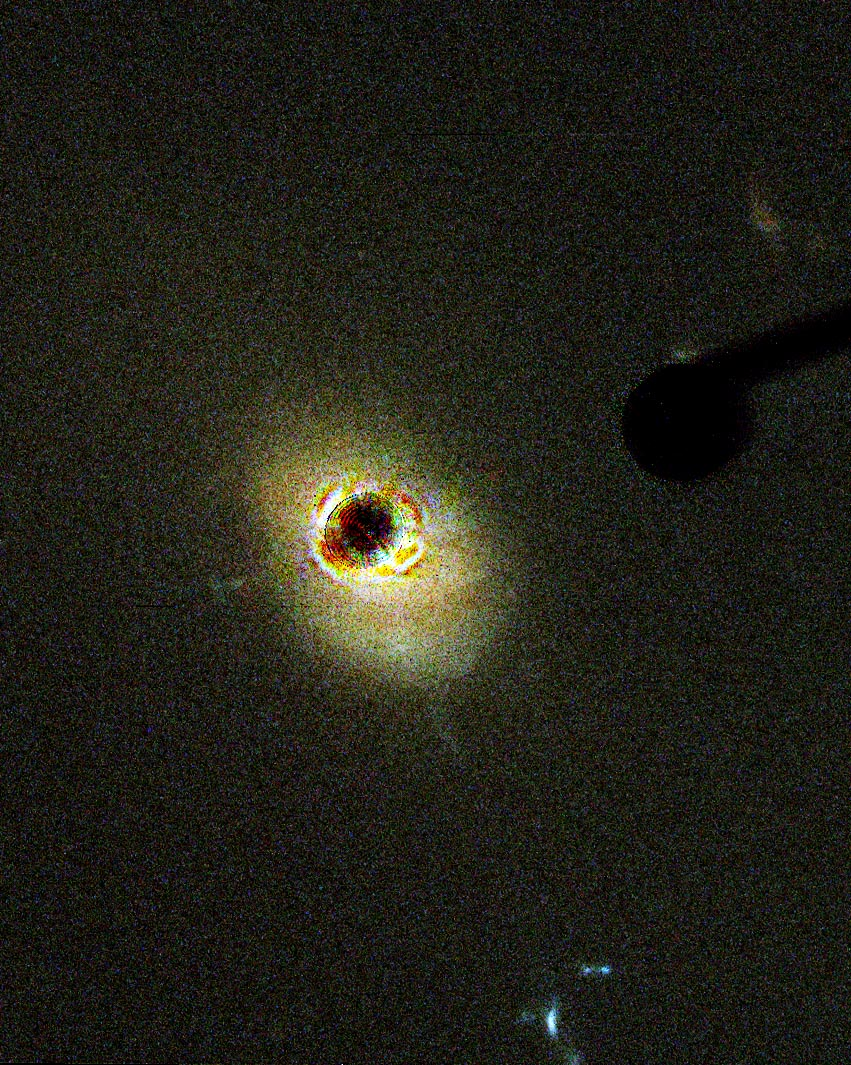
Kvasaren 3C 273 på ett foto taget av rymdteleskopet Hubble

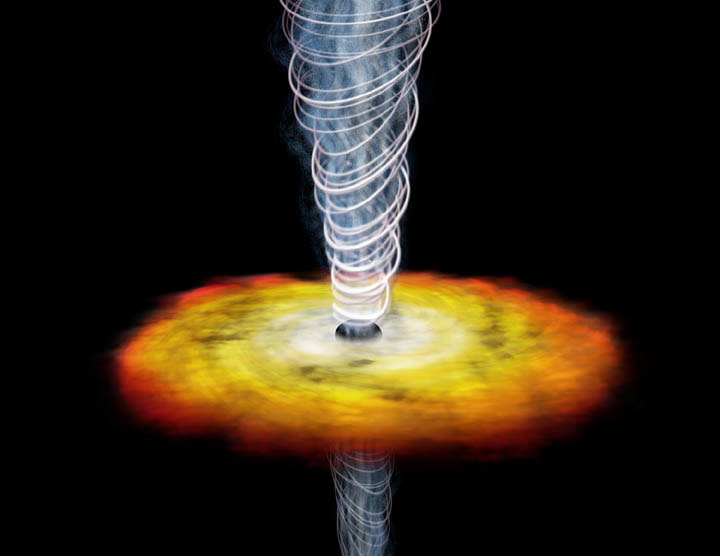
En konstnärs tolkning av en kvasargalax

En kvasar (av engelskans quasi-stellar radio source, quasar) är en extremt ljusstark och avlägsen aktiv galaxkärna. Den överglänser sin värdgalax så mycket, att denna inte tidigare har kunnat observeras. Först med hjälp av fotografisk CCD-teknik och senare adaptiv optik har många värdgalaxer kunnat påvisas. Kvasaren är vanligtvis ett förhållandevis litet objekt och många ligger på ofantligt stora avstånd från jorden.
Kvasarer avger enorma mängder elektromagnetisk strålning inom hela spektrumet från radiovågor till gammastrålning. Det är inte ovanligt för en enskild kvasar att utstråla energi motsvarande flera hundra vanliga galaxer eller mer. För att upprätthålla ett sådant energiflöde krävs en mycket kraftfull energikälla. Den gängse förklaringen till denna närmast outtröttliga energikälla är att kvasarer är aktiva galaxkärnor. Som sådan är en kvasar ett supermassivt svart hål omgivet av en ackretionsskiva i centrum av en galax. Kvasarens strålning är ett resultat av att gas som närmar sig det svarta hålet hettas upp i ackretionsskivan och genom jetstrålar avger energi.
Kvasarer var länge de objekt som uppvisade de högsta bekräftade nivåerna av rödförskjutning. Rekordet Z=7,085 tillhörde ULAS J1120+0641, vilken upptäcktes 29 juni 2011. Siffran har dock numera överträffats av flera galaxer.

## Historik
De första kvasarerna hittades i slutet av 1950-talet, men inte förrän 1962 kunde man efter att ha konstaterat rödförskjutningen, identifiera dem som ett separat fenomen. Rödförskjutningen anger hur fort ett objekt avlägsnar sig från betraktaren och kan användas för att uppskatta avståndet till objektet. I detta fallet antydde förskjutningen att fenomenen måste vara mycket avlägsna. Det dröjde ändå ända till 1980-talet innan något liknande konsensus om kvasarernas natur uppnåddes.
Namnet, även QSO, kommer från engelskans "Quasi Stellar Object" (sv. "kvasistellärt objekt").

## Multipelkvasarer
En multipelbild av en kvasar är oftast en kvasar som fungerar som gravitationslins, vilket ger en dubbel, trippel eller kvadrupel bild av samma kvasar. Den första sådan gravitationslins som upptäcktes var den dubbelt avbildade kvasaren Q0957+561 (eller Tvillingkvasaren) 1979. En samling av två eller flera kvasarer i rad kan uppstå av en slump, fysisk närhet, verklig nära fysiskt samspel eller effekter av att ljuset från en enstaka kvasar böjs till två eller flera bilder. Ett exempel på en trippelkvasar som bildats genom en gravitationslins är PG1115 +08.

### Fysiska kvasargrupper
När två kvasarer är så nära i samma riktning från jorden sett att de förefaller vara en enstaka kvasar men kan separeras med hjälp av teleskop, kallas de för "dubbelkvasar", såsom Tvillingkvasaren. Dessa är således två skilda kvasarer och inte samma kvasar, som ser dubbel ut genom en gravitationslins. Denna konfiguration liknar den optiska dubbelstjärnan. Två kvasarer, ett "kvasarpar", kan ha ett tätt förhållande i tid och rum, och vara bundna till varandra via gravitation. Dessa kan ha formen av två kvasarer i samma galaxkluster. Denna konfiguration liknar två framträdande stjärnor i en stjärnhop. En "binär kvasar" kan vara via gravitation tätt bundna komponenter och bilda ett par växelverkande galaxer. Denna konfiguration påminner om ett binärt stjärnsystem.
Eftersom kvasarer är sällsynta objekt, är sannolikheten att tre eller fler separata kvasarer hittas nära samma plats mycket liten. Den första sanna trippelkvasaren hittades 2007 vid observationer på Keck-observatoriet Mauna Kea, Hawaii. LBQS 1429-008 (eller QQQ J1432−0106) observerades första gången 1989 och befanns då vara en dubbelkvasar; en sällsynt händelse i sig. När astronomer upptäckte den tredje medlemmen, bekräftade de att källorna var separata och inte resultatet av en gravitationslins. Denna trippelkvasar har en rödförskjutning om z = 2,076, vilken motsvarar 10,5 miljarder ljusår. Komponenterna ligger uppskattningsvis 30–50 kpc ifrån varandra, vilket är typiskt för växelverkande galaxer.
2013 upptäcktes den andra äkta trippelkvasaren QQQ J1519+0627, med rödförskjutningen z = 1,51 (ungefär 9 miljarder ljusår), av ett internationellt team astronomer ledda av Farina från University of Insubria. Hela systemet får gott och väl plats inom 25′′ (dvs. 200 kpc i uppskattat avstånd). Teamet hade tillgång till data från observationer insamlade vid La Silla -observatoriet med  Europeiska sydobservatoriets (ESO) New Technology Telescope (NTT) och från Calar Alto Observatory med Centro Astronómico Hispano Alemáns 3,5 m teleskop (CAHA).
På grund av sin stora ljusstyrka och att de syns på mycket långt håll, används kvasarer för att spåra universums storskaliga struktur. I januari 2013 tillkännagavs upptäckten av en så kallad stor kvasargrupp (LQG) bestående av 73 kvasarer. Denna kvasargrupp, Huge-LQG, är en av de största strukturer som upptäckts i universum. Huge-LQG sträcker sig omkring 1,6 miljarder ljusår i de flesta riktningar, och på den största ledden är sträckan över fyra miljarder ljusår från kant till kant.